# Midzomernacht (BLØF)
Midzomernacht is een single uit 2009 van de Zeeuwse band BLØF, afkomstig van het studioalbum April.

## Tracklist
1. Midzomernacht
2. Tijdbom

## Hitnoteringen
| "Midzomernacht" in de Nederlandse Top 40 -- binnen: 04-07-2009 | "Midzomernacht" in de Nederlandse Top 40 -- binnen: 04-07-2009 | "Midzomernacht" in de Nederlandse Top 40 -- binnen: 04-07-2009 | "Midzomernacht" in de Nederlandse Top 40 -- binnen: 04-07-2009 | "Midzomernacht" in de Nederlandse Top 40 -- binnen: 04-07-2009 | "Midzomernacht" in de Nederlandse Top 40 -- binnen: 04-07-2009 |
| Week                                                           | 1                                                              | 2                                                              | 3                                                              | 4                                                              | 5                                                              |
| -------------------------------------------------------------- | -------------------------------------------------------------- | -------------------------------------------------------------- | -------------------------------------------------------------- | -------------------------------------------------------------- | -------------------------------------------------------------- |
| Nummer                                                         | 36                                                             | 31                                                             | 22                                                             | 22                                                             | 31                                                             |

| "Midzomernacht" in de Nederlandse Single Top 100 -- binnen: 27-06-2009 | "Midzomernacht" in de Nederlandse Single Top 100 -- binnen: 27-06-2009 | "Midzomernacht" in de Nederlandse Single Top 100 -- binnen: 27-06-2009 |
| Week                                                                   | 1                                                                      | 2                                                                      |
| ---------------------------------------------------------------------- | ---------------------------------------------------------------------- | ---------------------------------------------------------------------- |
| Nummer                                                                 | 95                                                                     | 96                                                                     |